# 苏定强
苏定强（1936年6月15日—），男，籍贯江苏武进，生于上海，中国天文学家，南京大学教授，中国科学院院士，曾任中国天文学会理事长，国际天文学联合会（IAU）第9委员会（天文仪器与技术）主席。

## 生平
1936年生于上海，籍贯江苏武进。1959年毕业于南京大学天文系。1991年当选为中国科学院学部委员（院士）。